# Amblymora v-flava
Amblymora v-flava là một loài bọ cánh cứng trong họ Cerambycidae.